# Бангли (округ)
Бангли (индон. Bangli) — округ в провинции Бали, Индонезия. Административный центр — населенный пункт Бангли.
До 1907 года на территории округа располагалось государство Бангли, одно из девяти государств Бали.

## География
Единственный округ Бали, не имеющий выхода к морю.
В северной части округа находится вулкан Батур.

## Административное деление и демография
Округ делится на 4 района (состоящих из 60 деревень и поселений):
- Бангли
- Кинтамани
- Сусут
- Тембуку

## Достопримечательности
- Индуистский храм Пура Кехен в городе Бангли, построенный в 11 веке.
- Озеро Батур
- Озеро Бератан
- Озеро Тамблинган
- Водопад Дусун Кунинг
- Водопад Сингсинг
- Деревня Батукаанг